# Нигеро-российские отношения

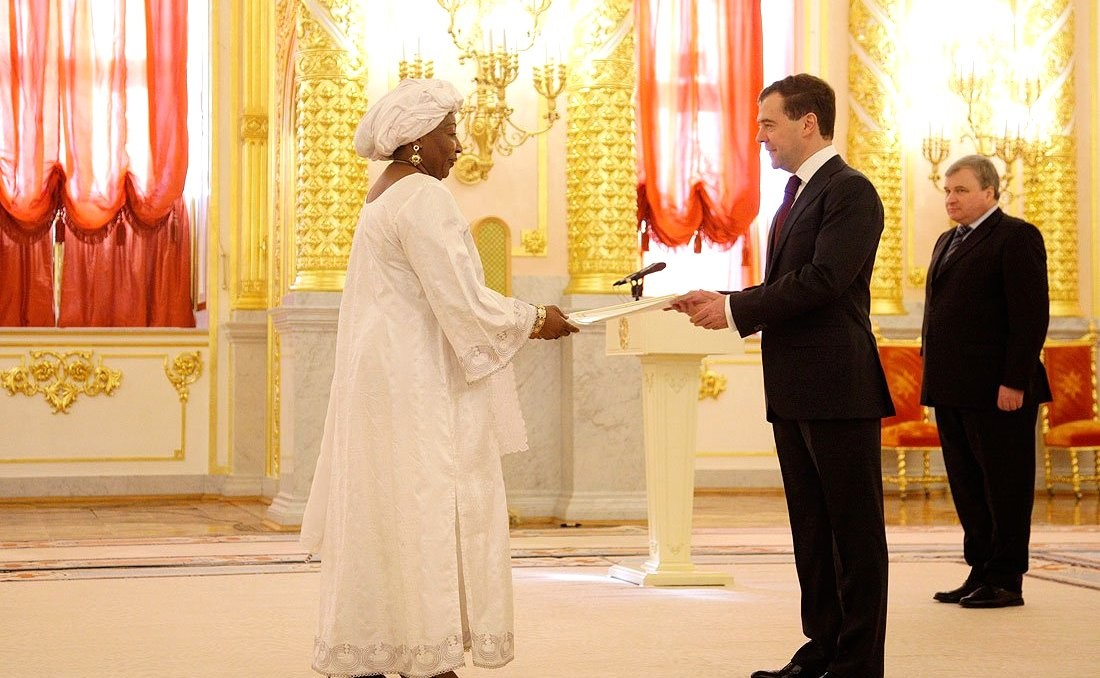
Амина Базиндре вручает верительную грамоту президенту России Дмитрию Медведеву, 5 февраля 2010 года

Дипломатические отношения СССР и Нигера установлены 17 февраля 1972 года. В советский период заключены договоры о торговле (1962), культурном сотрудничестве (1963), экономическом и техническом сотрудничестве (1975), сотрудничестве в области использования солнечной энергии (1976) и другие. В сентябре 1992 года было закрыто посольство России в Нигере, а в октябре 1995 года — нигерское посольство в России. В советских и российских вузах подготовлено более 400 специалистов из Нигера. Россия ежегодно выделяет 5 государственных стипендий для обучения студентов из Нигера.
Интересы России в Нигере с 28 августа 2019 года представляет посол России в Республике Мали Игорь Анатольевич Громыко. Интересы Нигера в России представляет посол Нигера в Германии госпожа Амина Джибо Базиндре (верительные грамоты вручила 5 февраля 2010 года).
Россия имеет также экономические интересы в Нигере. Компания «Зарубежводстрой» в 2011 году приступила к строительству плотины на реке Нигер в Кандаджи. Гидроэнергетический комплекс Кандаджи представляет собой плотину длиной 8,5 км и высотой 28 м, а также четыре гидрогенератора суммарной мощностью 130 МВт. Стоимость контракта — 130 млн евро, строительство должно было продлиться 5 лет. В 2013 году контракт с «Зарубежводстрой» был расторгнут по причине неисполнения этой компанией своих обязательств. 
В 2011 году Газпромбанк получил лицензию на разработку урановых месторождений Тулук-2 и Тулук-4 в регионе Агадес.